# Natuurpark Pobla de Sant Miquel

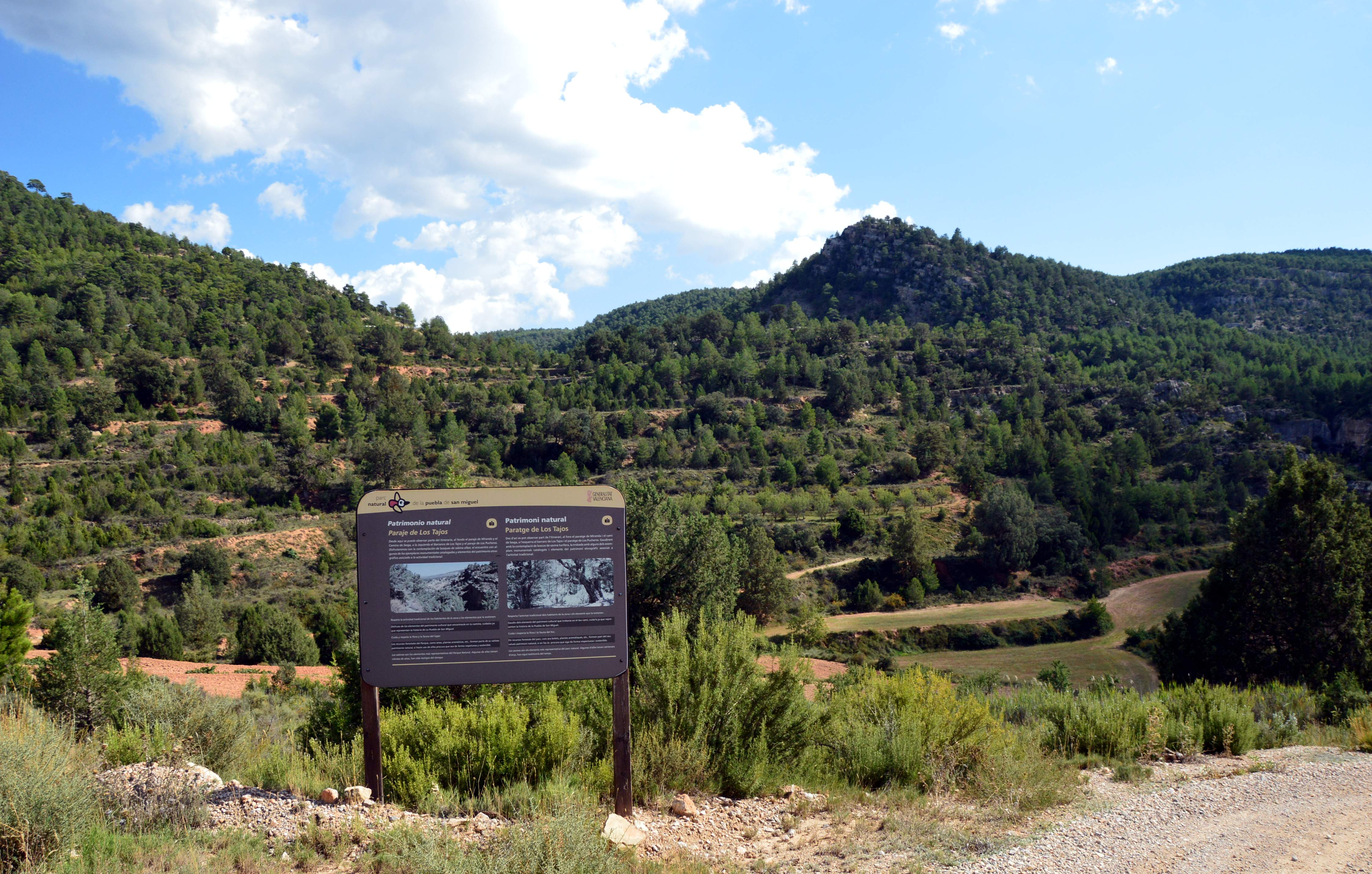

Het Natuurpark Pobla de Sant Miquel (Valenciaans: Parc Natural de la Pobla de Sant Miquel/Spaans: Parque natural de la Puebla de San Miguel) is een natuurpark in de regio Valencia in Spanje. Het natuurpark werd opgericht in 2007 en is 6390 hectare groot. Het natuurpark omvat een bergen en bossen. In het park komt steenarend, slangenarend, zwarte wouw voor.